# Nauka latania
Nauka latania – polski film psychologiczny z 1978 roku.

## Opis fabuły
9-letni Tomek wraz ze starszą siostrą Wiesią, młodą lekarką, przyjeżdża na wakacje do ciotki, do niewielkiej miejscowości Rajcza koło Żywca. Rodzice wyjechali do Bułgarii, rodzeństwo ma u ciotki czekać na ich powrót. Chłopak jest zafascynowany skokami narciarskimi. Cieszy się z propozycji trenera, by uczestniczył w treningach. Mimo to czuje się jeszcze bardziej osamotniony, choć nigdy stosunki z kpiącą z niego siostrą nie układały się dobrze. W końcu Tomek ucieka z domu ciotki. W tajemnicy idzie na skocznię, ale jego skok kończy się upadkiem.

## Obsada
- Tomasz Hudziec - Tomek
- Hanna Bieluszko - Wiesia, siostra Tomka
- Sława Kwaśniewska - Helena Bujarowska, ciotka Tomka i Wiesi
- Ewa Ziętek - Świstakówna
- Henryk Dłużyński - Roman, ratownik GOPR
- Bogdan Izdebski - skoczek Kania
- Sylwester Biniek - lotnik Paweł
- Magda Binda - koleżanka Tomka
- Andrzej Pieczyński - Józef Biel, mistrz świata w skokach narciarskich
- Jan Bógdoł - uciekinier z sanatorium

i inni